# Mandolino elettrico
Il mandolino elettrico è uno strumento accordato e suonato come il mandolino e amplificato in modo simile ad una chitarra elettrica.
Come per le chitarre elettriche, esistono diverse varianti di mandolino elettrico.
- La forma più comune è uno strumento a corpo bombato, con 4 ordini di due corde ciascuno (simile ad un mandolino tradizionale), nel quale viene inserito un pick-up, in modo simile a quanto avviene con le chitarre archtop.
- I mandolini solid body (privi di cassa armonica a differenza degli hollow) si presentano comunemente con 4, 5 o 8 corde.
- Esistono diverse varianti di mandolini semi-acustici (sia hollow body che semihollow body).

## Storia
Si è a conoscenza della produzione di mandolini elettrici negli Stati Uniti a partire dalla fine degli anni venti.
Fra i primi produttori vi furono Stromberg-Voisinet, Electro (che in seguito diventerà Rickenbacker), ViViTone e National Reso-Phonic. La Gibson e la Vega introdussero le loro versioni del mandolino elettrico nel 1936.

Profilo di un mandolino elettrico Fender

Il primo mandolino elettrico a cassa piena fu il pau elettrico, progettato in Brasile da Osmar Macedo nei primi anni 40 e basato sul cavaquinho, strumento simile al mandolino e all'ukulele. Il pau elettrico aveva 4 ordini singoli di corde; da esso derivò poi la guitarra baiana (a 5 corde), usata comunemente in un genere di musica popolare brasiliana, il frevo. Accordata per quinte, differisce dagli ordinari mandolini elettrici nord americani per la scala più corta.
Il primo mandolino elettrico solidbody negli Stati Uniti fu costruito nel 1952 da Paul Bigsby per il musicista western swing Tiny Moore. Questo strumento aveva 5 ordini singoli di corde. La Gibson e Rickenbacker introdussero nei loro cataloghi, durante gli anni cinquanta, mandolini solid body con 8 corde, mentre la Fender preferì seguire l'idea degli ordini singoli, producendo un modello a 4 corde.

## Mandolini elettrici solid body
Diverse aziende e liutai hanno prodotto mandolini elettrici a 4 corde singole o doppie, oltre a modelli con 5 corde singole. Sono più rari invece i modelli a 5 corde doppie.
Dal 1956 al 1976, la Fender ha realizzato il Fender Electric Mandolin. Esso aveva 4 corde singole e un corpo solido ispirato a quello della Stratocaster. A partire dalla seconda metà degli anni 2000 è tornato sul mercato con il nome commerciale di Fender Mandostrat.

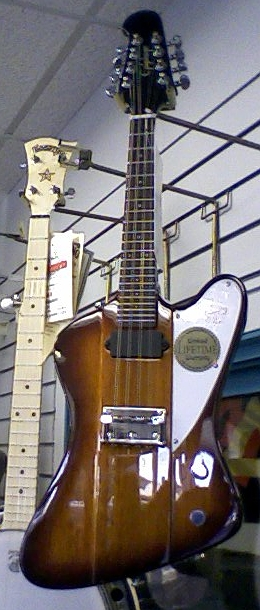
Un mandolino elettrico solid body Epiphone Firebird

Gibson produsse il mandolino elettrico solid body EM-200 dal 1954 al 1971. Attualmente, invece, realizza il Mandobird, il cui aspetto richiama la Gibson Firebird, venduto con il marchio Epiphone. È disponibile con 4 o 8 corde.